# Karajan Audio Module
Karajan Audio Module – urządzenie komputerowe zaprojektowane przez firmę DFI.
Moduł karajana to połączenie zintegrowanej karty dźwiękowej i normalnego modułu audio. Na zwykłej płycie głównej ze zintegrowaną kartą dźwiękową, zmienne natężenia prądu obwodów cyfrowych płyty głównej powodują indukowanie się niepożądanych prądów w układach analogowych audio.
Spowodowane przez zmienne pole elektromagnetyczne interferencje mogą objawiać się na wiele sposobów. Przykładami takich artefaktów (zakłóceń) zwykle są szumy i (lub) charakterystyczne trzaski.
W module w celu zmniejszenia szumów i zakłóceń, moduł audio dostarczany jest na oddzielnej płytce, podłączanej przez specjalny port do obwodów płyty głównej, dzięki czemu na moduł audio działają o wiele mniejsze zakłócenia (Zwiększenie odległości między dwoma przewodnikami znacznie zmniejsza natężenie pola, a więc i zakłócenia).